# Рєзанов Володимир Іванович
Володи́мир Іва́нович Рєза́нов (28 серпня (9 вересня) 1867, село Любаче, тепер Обоянського району Курської області РФ — 31 грудня 1936, Ніжин) — історик літератури, член-кореспондент АН СРСР (з 1923) і співробітник УАН.

## Біографія
1890 року закінчив Ніжинському Історико-філологічному інституті князя Безбородька. З 1899 року був професором у ньому, за радянського часу професор Ніжинського Інституту Народної Освіти, а потім — Педогогічного Інституту.
1934 року усунений від викладання за «несприйняття» марксистської методології.

## Наукова діяльність
Рєзанову належить близько 70 праць з історії російської, світової й української літератури. Головне значення мають багаті джерельним матеріалом праці, присвячені історії європейської релігійної драми і на її основі української шкільної драми: «Экскурс в область иезуитского театра» (1910), «Из истории русской драмы» (1910), «Школьные драмы польско-литовских иезуитских коллегий» (1916), фундаментальне дослідження з текстами й великим науковим апаратом «Драма українська: Старовинний театр український», тт. І, III, IV, V, VI (1925–1929, у ЗІФВ УАН); з історичної поетики — «До історії літ. стилів: Поетика ренесансу на терені України і Росії» (1931). Крім того, низка розвідок про Т. Шевченка, Лесю Українку тощо. Велика рукописна спадщина Рєзанова лишилася не опублікованою.

## Твори
- Рєзанов В. Драма українська. 1. Старовинний театр український. Вип. 1 : Вступ. Сценічні вистави у Галичині / Вол. Рєзанов ; Укр. акад. наук. — У Київі : З друк. Укр. акад. наук, 1926. – 200 с. – (Збірник Історично-філологічного відділу ; № 7).
- Рєзанов В. Драма українська. 1. Старовинний театр український. Вип. 3 : Шкільні дійства великоднього циклу. Додатки / Вол. Рєзанов ; Укр. акад. наук. — У Київі : З друк. Укр. акад. наук, 1926. – 389 с. – (Збірник Історично-філологічного відділу ; № 7).
- Рєзанов В. Драма українська. 1. Старовинний театр український. Вип. 4 : Шкільні дійства різдвяного циклу / Вол. Рєзанов ; Укр. акад. наук. — У Київі : З друк. Укр. акад. наук, 1927. – 203 с. – (Збірник Історично-філологічного відділу ; № 7).
- Рєзанов В. Драма українська. 1. Старовинний театр український. Вип. 5 : Драматизовані легенди агіографічні / Вол. Рєзанов ; Укр. акад. наук. — У Київі : З друк. Укр. акад. наук, 1928. – 294 с. – (Збірник Історично-філологічного відділу ; № 7).
- Рєзанов В. Драма українська. 1. Старовинний театр український. Вип. 6 : Драми-моралітети / Вол. Рєзанов ; Укр. акад. наук. — У Київі : З друк. Укр. акад. наук, 1929. – 263 с. – (Збірник Історично-філологічного відділу ; № 7).
- Резанов, В. И. К истории русской драмы : экскурс в область театра иезуитов / В. И. Резанов. — Нежин : Тип. н-ков В. К. Меленевского, 1910. – VI, 464 с.
- Резанов В. И. Мудрость предвечная : киев. школ. драма 1703 г. / проф. В. И. Резанов. — Киев : Тип. Акц. о-ва ”Петр Барский в Киеве”, 1912. – 82 с.
- Резанов В. И. Из истории русской драмы : школ. действа XVII–XVIII вв. и театр иезуитов / В. И. Резанов ; Изд. Император. о-ва истории и древностей рос. при Москов. ун-те. — М. : Синод. тип., 1910. – 42, С. 139-192.